# Fiona Bevan
Fiona Bevan es una cantautora británica nacida en Suffolk. Escribió la canción "Little Things" junto a Ed Sheeran, composición que llegó al tope de las listas de éxitos en 13 países interpretada por One Direction. También escribió "Voodoo Doll" con la agrupación 5 Seconds of Summer para su álbum debut, además de "One Night" para Ben Haenow junto a Ben, Rick Parkhouse y George Tizzard para su primer disco. Junto a Laura Welsh escribió "Sex and Violence". Hizo parte de la grabación del álbum The Sea Cabinet de Gwyneth Herbert, compartiendo créditos en la composición de dos canciones. Su álbum debut como solista, Talk to Strangers, fue publicado en abril de 2014 por Navigator Records.
Ha salido de gira con artistas como Nick Mulvey, Ryan Keen, Ed Sheeran, Hawksley Workman, Ingrid Michaelson, Gwyneth Herbert, Luke Friend y Bill Bailey. 

## Discografía

### Estudio
| Nombre                   | Tipo  | Lanzamiento             | Sello             |
| ------------------------ | ----- | ----------------------- | ----------------- |
| Plant Your Heart         | Álbum | 16 de noviembre de 2009 | Fallen Idol       |
| Us and the Darkness      | EP    | Marzo de 2011           | Venus Climbing    |
| Talk to Strangers        | Álbum | 28 de abril de 2014     | Navigator Records |
| Wild Angels Sweet Demoms | EP    | Noviembre de 2018       | Laurel Canyon     |